# Nedžad Zinhasović
Nedžad Zinhasović (* 14. května 2000 Sarajevo), někdy též počeštěně Zinhasovič, je český profesionální fotbalista bosenskohercegovinského původu, který hraje na pozici záložníka za český klub FK Třinec.

## Klubové statistiku
Aktuální k 1. listopadu 2024
| Sezona    | Klub                       | Soutěž         | Zápasy | Góly |
| --------- | -------------------------- | -------------- | ------ | ---- |
| 2018/2019 | SK Slavia Praha            | Juniorská liga | 13     | 0    |
| 2019/2020 | SK Slavia Praha B          | ČFL            | 23     | 7    |
| 2019/2020 | FC Slavoj Vyšehrad         | FNL            | 4      | 0    |
| 2020/2021 | FC Sellier & Bellot Vlašim | FNL            | 20     | 0    |
| 2021/2022 | FC Sellier & Bellot Vlašim | FNL            | 13     | 1    |
| 2022/2023 | FC Sellier & Bellot Vlašim | FNL            | 8      | 0    |
| 2022/2023 | FK Baník Most-Souš         | ČFL            | 16     | 2    |
| 2023/2024 | FK Třinec                  | MSFL           |        |      |
| 2024/2025 | FK Třinec                  | MSFL           | 11     | 0    |

## Původ
Zinhasović se narodil v Sarajevu v Bosně a Hercegovině, ale od útlého věku žije v Česku.